# مارتین گرت
مارتین گرت (انگلیسی: Martin Garratt; ۲۲ فوریهٔ ۱۹۸۰ – ۲۴ اکتبر ۲۰۱۴) بازیکن فوتبال اهل بریتانیا بود.
از باشگاه‌هایی که در آن بازی کرده‌است می‌توان به باشگاه فوتبال منزفیلد تاون، باشگاه فوتبال یورک سیتی، باشگاه فوتبال نورث فریبی یونایتد، باشگاه فوتبال سنت پاتریک اتلتیک، و باشگاه فوتبال لینکولن سیتی اشاره کرد.